# Lissothuria hancocki
Lissothuria hancocki is een zeekomkommer uit de familie Psolidae.
De wetenschappelijke naam van de soort werd in 1941 gepubliceerd door Elisabeth Deichmann.